# La Tronquièra
La Tronquièra (en francès Latronquière) és un municipi francès situat al departament de l'Òlt i a la regió d'Occitània.

## Demografia
| 1962                                       | 1968 | 1975 | 1982 | 1990 | 1999 | 2007 |
| ------------------------------------------ | ---- | ---- | ---- | ---- | ---- | ---- |
| 545                                        | 597  | 636  | 617  | 555  | 538  | 543  |
| Des de 1962: població sense dobles comptes |      |      |      |      |      |      |

## Administració
| Període   | Identitat     | Partit        |
| --------- | ------------- | ------------- |
| 1995-2008 | Claude Galtié | PS            |
| 2008-     | Serge Lesobre | Divers gauche |